# 経済構造
経済構造（けいざいこうぞう）とは経済学用語の一つ。世界規模や、国家単位での経済活動の構造のことを言う。この経済構造というのがどのような状態であるかは、対象とする組織単位において盛んである産業がどのようなものであるかということから定まってくる。たとえば、農業国とされるような国家の経済構造というのは第一次産業で占められているといった形にである。この経済構造というのは国家が経済成長をするということから変遷するということであり、第一次産業が盛んであった国家が経済成長をしたならば、その国家は第二次産業や第三次産業が経済構造を占める国家へと変遷するといった形にである。経済構造が変化をするということは、その国家の多くの国民の職業も変化してきているということであり、経済発展とともに経済構造が変化をしてきた国家ならば、その国家の国民所得というものも共に向上しているということである。